# Kia Concord
Kia Concord – samochód osobowy klasy kompaktowej produkowany pod południowokoreańską marką Kia w latach 1987 – 1995.

## Historia i opis modelu

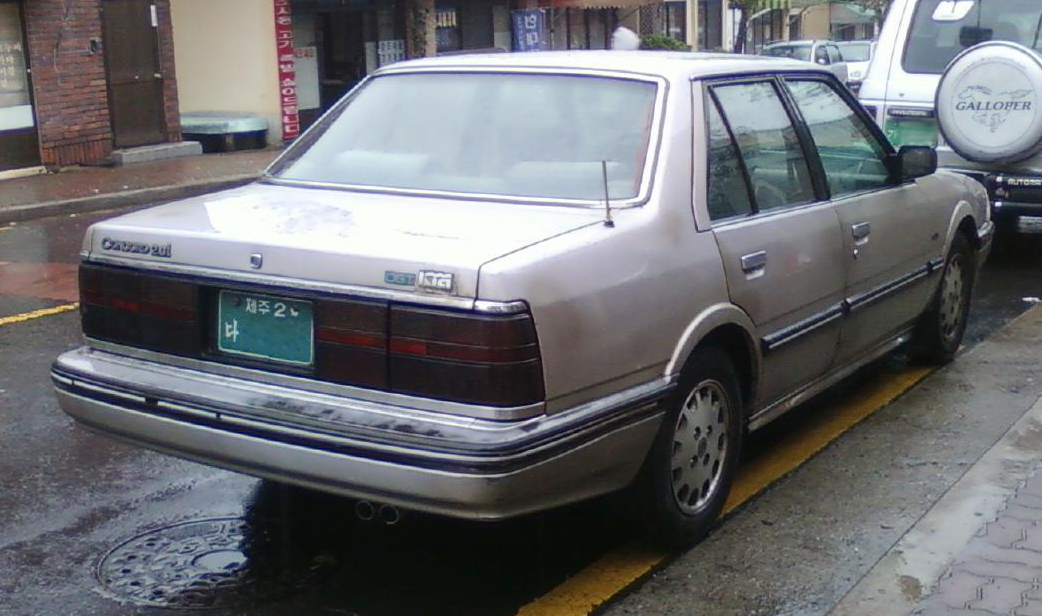
Kia Concord - tył

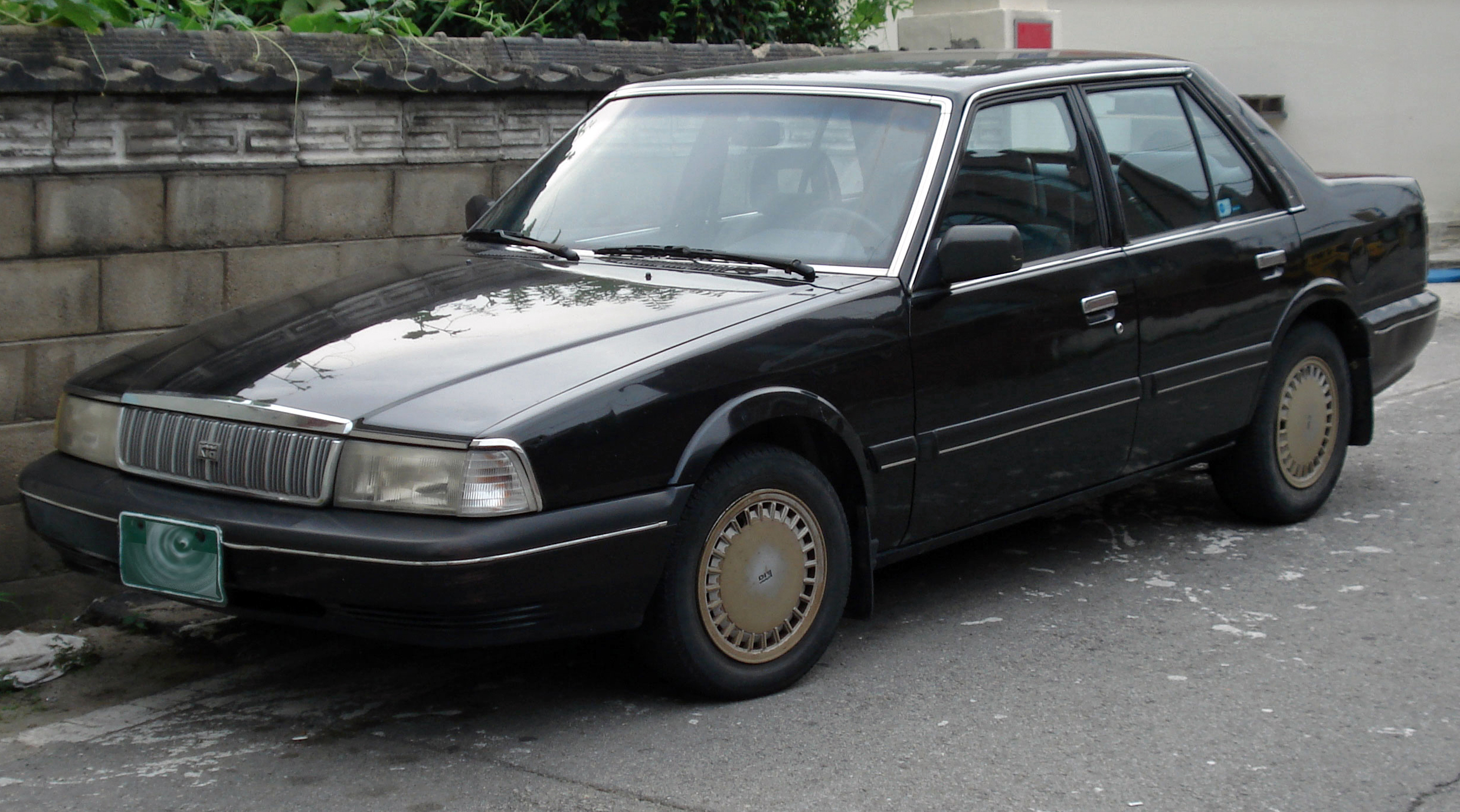
Kia Capital po liftingu

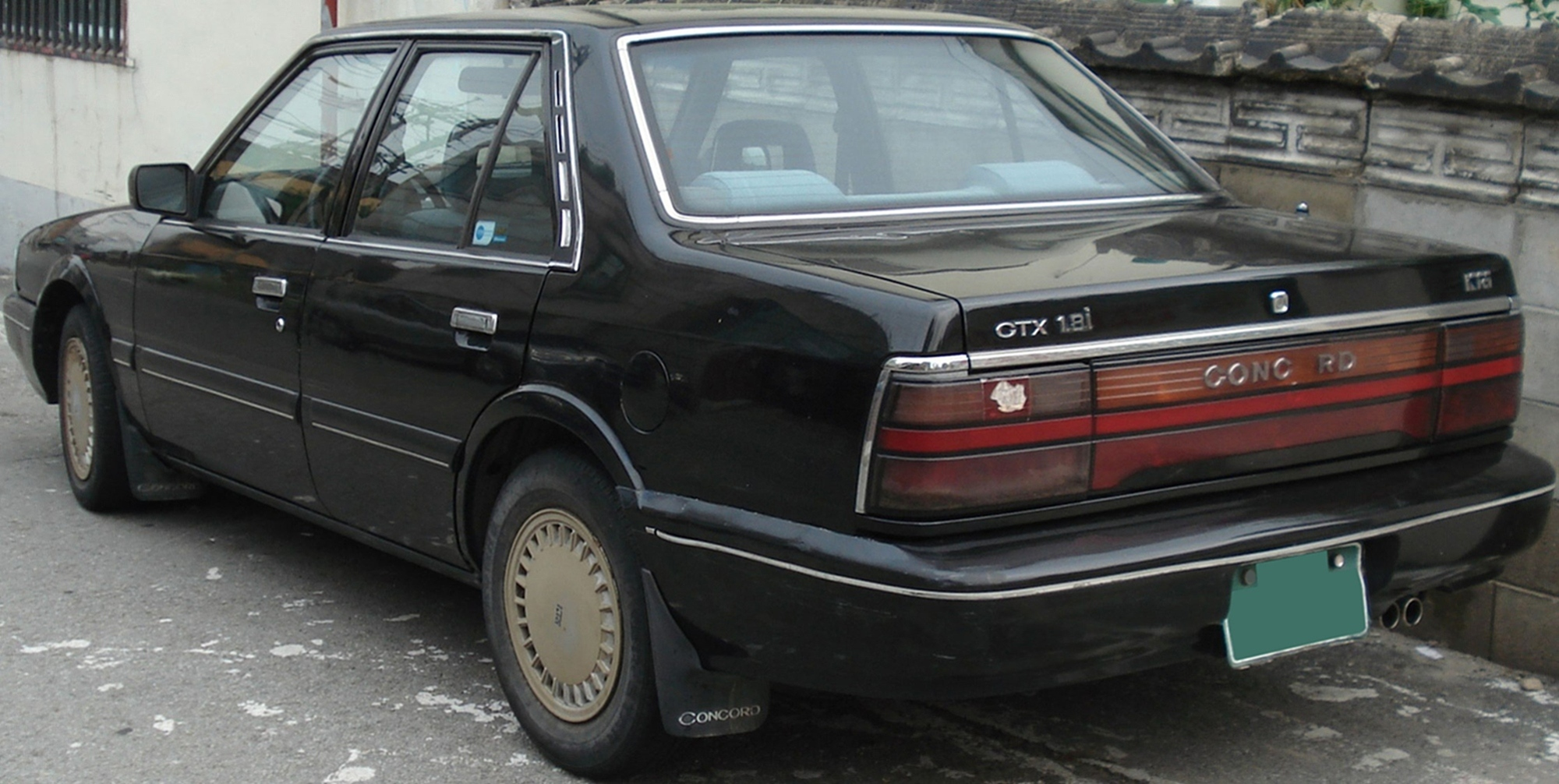
Kia Capital - tył po liftingu

Po 6-letniej przerwie w produkcji samochodów osobowych wymuszonej polityką ówczesnych władz Korei Południowej, Kia wróciła do niej w październiku 1987 roku poprzez odnowienie partnerstwa z japońską Mazdą. Model Concord powstał jako bliźniacza wersja średniej wielkości Capelli, znanej na globalnych rynkach pod nazwą Mazda 626.
W porównaniu do pierwowzoru, Kia Concord uzyskała unikalny wygląd przedniej części nadwozia, a także zmodyfikowany tył z charakterystyczną, odblaskową nakładką między lampami z miejscem na tablicę rejestracyjną. Poza nadwoziem i kabiną pasażerską, Kia Concord zapożyczyła od Mazdy także gamę jednostek napędowych.

### Lifting
W 1991 roku Kia Concord przeszła obszerną restylizację nadwozia, która przyniosła inny wygląd przedniej i tylnej części nadwozia. 
Pas przedni zyskał zmodyfikowane, bardziej wypukłe reflektory, a także większą atrapę, chromowaną chłodnicy z nowym logo Kii. Tylna część nadwozia zyskała wgłębienie na tablicę rejestracyjną na zderzaku, a także duży napis z nazwą modelu między lampami.

### Silniki
- L4 1.8l F8
- L4 2.0l FE
- L4 2.0l DGT

### Capital

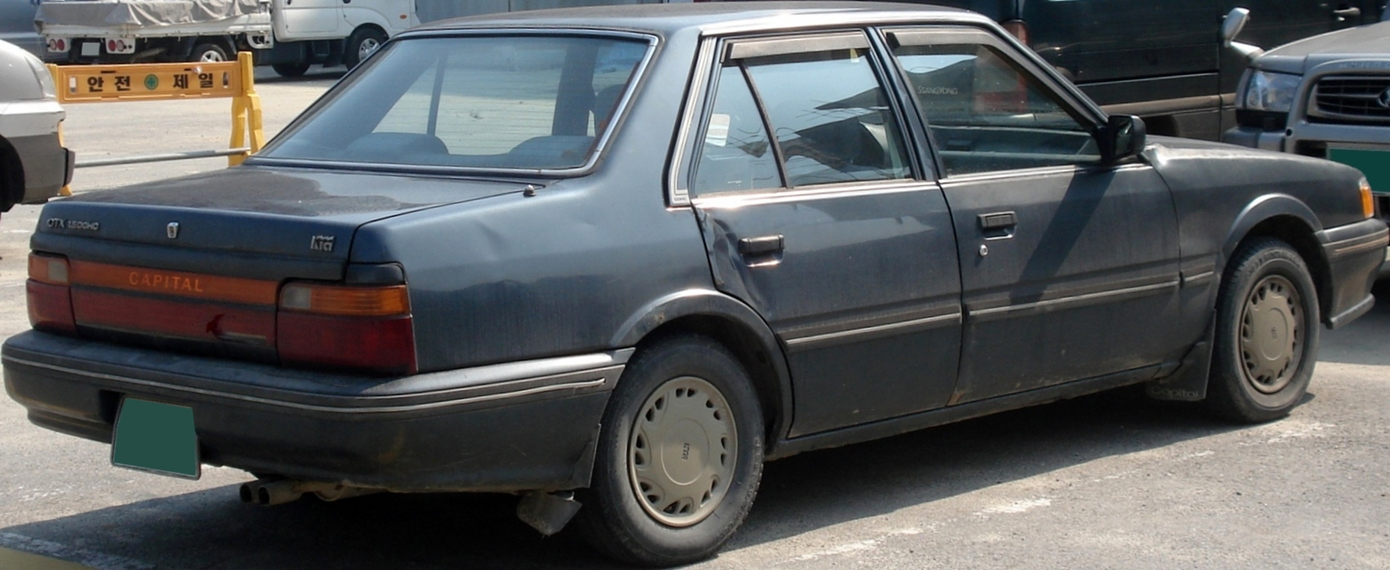
Kia Capital - tył

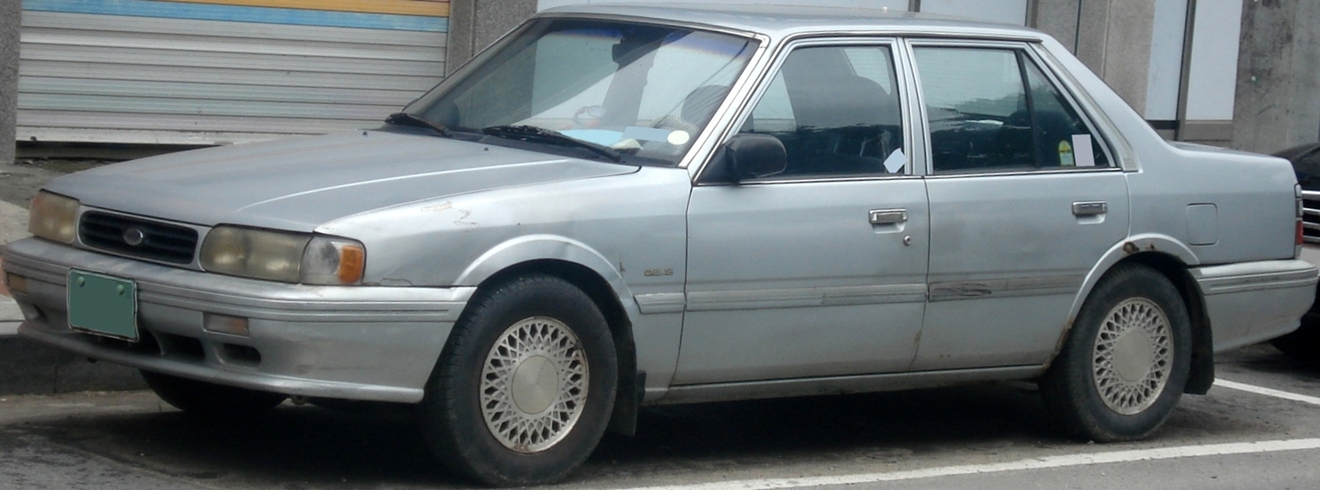
Kia Capital po liftingu

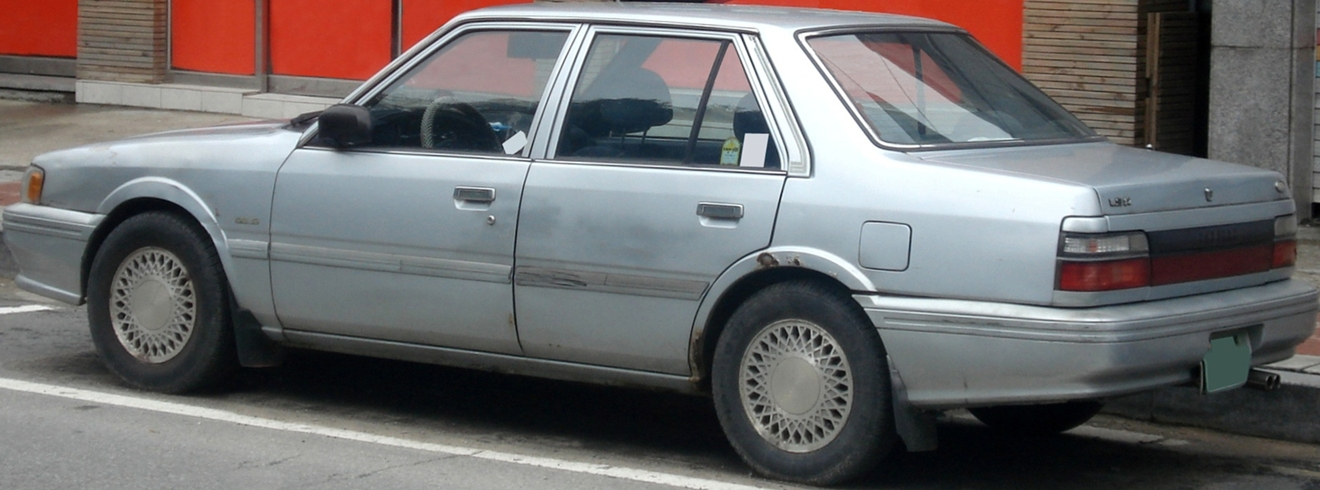
Kia Capital - tył po liftingu

Kia Capital została zaprezentowana po raz pierwszy w 1989 roku.
Półtora roku po debiucie modelu Concord, Kia zdecydowała się uzupełnić swoją ofertę o tańszy model Capital. W porównaniu do niego pojazd zyskał nieznacznie mniejsze nadwozie, co wiązało się głównie z głębokimi zmianami w stylistyce dla odróżnienia pojazdu od pozycjonoważej wyżej, technicznie bliźniaczej Kii Concord.
Pas przedni zyskał dwuczęściowe, podłużne i zaokrąglone lampy z wąską atrapą  chłodnicy, a także mniejsze lampy tylne z lakierowanymi w kolorze nadwozia nakładkami.

### Lifting
Podobnie jak droższy model Concord, w 1991 roku Kia Capital przeszła obszerną restylizację nadwozia. Z przodu pojawiła się owalna atrapa chłodnicy z nowym logo firmowym Kii, z kolei kierunkowskazy w reflektorach i lampach tylnych zmieniły barwę z pomarańczowej na białą.
Pod zmodernizowaną postacią Kia Capital produkowana była do 1996 roku, po czym miejsce w jej gamie zajął oferowany tym razem na globalnych rynkach model Credos/Clarus.
Niżej umieszczono również krawędzie zderzaków, które utraciły nakładki z czarnego plastiku na rzecz jednobarwnego malowania w kolorze nadwozia.

### Silniki
- L4 1.5l B5
- L4 1.8l GLX